# Exallandra cinctifacies
Exallandra cinctifacies är en tvåvingeart som först beskrevs av Speiser 1910.  Exallandra cinctifacies ingår i släktet Exallandra och familjen blomflugor. Inga underarter finns listade i Catalogue of Life.